# Greta gardneri
Greta gardneri är en fjärilsart som beskrevs av Archibald C. Weeks 1901. Greta gardneri ingår i släktet Greta och familjen praktfjärilar. Inga underarter finns listade i Catalogue of Life.